# Maurizio Terracina
Maurizio Terracina Padilla (Donauwörth, Alemania, 14 de diciembre de 1978) es un productor, músico, compositor e ingeniero de audio. 
Es mejor conocido por sus trabajos con diferentes proyectos de la escena independiente musical mexicana. Ha colaborado con artistas como productor, mezclador, arreglista o músico, como lo son: División Minúscula, San Pascualito Rey, Niña, Jumbo, Cafe Tacvba, Titán, Quiero Club, Ely Guerra, Le Buttcherettes, Control Machete, The Smösh, Zemmoa, entre otros. También es reconocido por su trayectoria artística con sus proyectos Zurdok y Vaquero, participando como músico, productor y compositor. En la actualidad se encuentra completamente enfocado a su proyecto solista llamado "The Volture".

## Carrera
Maurizio inicio su carrera musical a la corta edad de 13 años, con su primer proyecto musical llamado "Zurdok Movimento", llamado tiempo después simplemente Zurdok. A la edad de 16 años firmó su primer contrato discográfico con el sub-sello Discos Manicomio perteneciente a Universal, en el que desembocaron 3 álbumes de larga duración, Antena, Hombre Sintetizador y por último Maquillaje. En este proyecto se destaca la participación de Maurizio como bajista, y compositor, También se ve iniciado su camino como productor en algunos tracks de los últimos dos discos, como lo son: "Tal Vez", "No Encuentro La Manera", "Espacio" por mencionar algunos. Después de la etapa de "Maquillaje" el último larga duración de este proyecto, los integrantes deciden separarse por tiempo indefinido, hasta que esto llevó a la separación permanente de la banda. Después de un año sabático Maurizio , Chetes y Rodrigo Guardiola (Baterista actual de Zoé) se reúnen para formar un nuevo proyecto llamado Vaquero, el cual consistía en temas exclusivamente en inglés para poder abarcar un mercado más grande, se realizó un EP y un álbum de larga duración, y posteriormente la banda se disuelve por cuestiones de proyectos personales de cada integrante, Guardiola con Zoé, Chetes da inicio a su carrera solista y Maurizio inicia su proyecto personal llamado "The Volture". Es con este último proyecto en el que Maurizio logra enfocar todos su aprendizajes y en el que actualmente continua trabajando. 
The Volture cuenta con 3 discos de larga duración y un EP con versiones acústicas de los primeros dos álbumes. Ha compartido escenario con artistas de talla internacional como lo son, Placebo, Deep Purpule, Guns'N'Roses, Oasis, The Smashing Pumpkins, Joan Jett & The Blackhearts, por mencionar algunos. Actualmente se encuentra promocionando su nuevo álbum titulado "Egypto" el cual se estrenó el 8 de enero de 2016. 
Maurizio a la par de sus proyectos musicales también ha llevado una carrera de producción musical bastante consolidada, ha trabajado con proyectos medianos y grandes de la escena independiente mexicana, con este trabajo dio inicio a su propio sello llamado "Tetragamma Records". Algunas producciones que han tenido destaques de premios o nominaciones pueden ser el álbum de División Minúscula, "Defecto Perfecto" en el cual participó como productor musical, también el álbum "Valiente" de San Pascualito Rey que contó con una nominación al Grammy por "Mejor Álbum De Rock", donde también Maurizio participó como productor.

## Discografía

### Zurdok
- Antena (1997)
- Hombre Sintetizador (1999)
- Maquillaje (2001)
- Gran Salto (2014)

### Vaquero
- Vaquero EP (2004)
- Vaquero (2005)

### The Volture
- The Volture (2008)
- Sonoma (2010)
- Sigue Hablado EP (2012)
- Egypto (2015)
- Metanoia (2018)
- YHWH (2020)